# 陳景崧

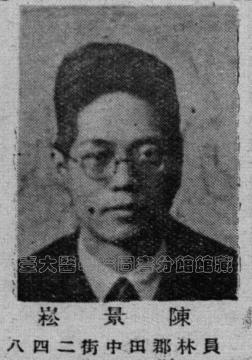
陳景崧肖像

陳景崧（1903年1月16日—1999年12月22日），臺灣彰化廳武東堡田中央（今彰化縣田中鎮）人:231，醫師，在田中開設景崧醫院，長期替病患看診。

## 生平
陳景崧1903年1月16日出生:58:67，祖父陳紹年:67，父陳芳輝，母李歲:231。田中公學校（今彰化縣田中鎮田中國民小學）畢業後，考進臺中高等普通學校（今臺中市立臺中第一高級中等學校）:231，1921年畢業:68，旋即前往日本留學，原攻讀法學，然因其父舊病復發，延醫就診遭拒，感受到醫德及醫術之重要，故轉讀醫科:231。1929年自日本大學專門部醫學科畢業，專攻小兒科、內科，回臺灣後在田中開設景崧醫院，為當時田中僅有的兩位醫師之一（另一位為許尾）。1930年任田中庄協議會員:231，1933年畢業於臺灣總督府臺北醫學專門學校（今國立臺灣大學醫學院）:39，1942年獲臺北帝國大學（今臺灣大學）授予醫學博士學位:111。
除行醫外，其亦為當地詩社蘭社成員，1923年曾隨父一同參加在詩人魏國楨自宅舉辦的擊鉢吟會，1939年蘭社課題〈水仙花〉是陳景崧已知最早的作品。蘭社吟會曾在其宅邸舉行，亦當過《詩文之友》社務委員，並提供自家作為田中棋社活動場地。現存詩作均為蘭社課題，數量較少:367:231。
《彰化縣志：人物志》稱其：「懸壺濟世一甲子，醫術高明」:232，僅觀察患者舌頭便能預知麻疹病症，有「麻仙」之稱，一天時常需要替上百名病人看病，至92歲時仍在替老患者診治:232。此外其遇窮人一律不收費，見人賒張也不追討，曾表示：「我只看病，不會收帳。」每年送神時會將病人賒欠之帳本隨金紙一同燒掉:232。其孫陳自諒回憶，年幼時向陳景崧要零用錢，他總是不給，但碰到病人就會資助。
1999年12月22日，陳景崧過世:367。

## 紀念
2014年1月25日田中景崧文化教育園區落成，以陳景崧之名命名:232。

## 家庭
妻魏素，育有7男3女，長子陳時英、次子陳時宰、三子陳時慧、四子陳時培、五子陳俊夫、六子陳俊孝、七子陳時澍、長女陳玉霜、次女陳節子、三女陳睦子:232-233、四女陳如莞、五女陳如瑾、六女陳如勻。家族有30多人從醫。